# Матвеев, Григорий Алексеевич
Григо́рий Алексе́евич Матве́ев (1 марта 1863 — ?) — полковник Русской императорской армии; участник Русско-японской и Первой мировой войн. Кавалер четырёх орденов и обладатель Георгиевского оружия.

## Биография
Родился 26 января 1865 года. По вероисповеданию — православный. Окончил Казанское земельное училище.
В Российской императорской армии с 6 сентября 1885 года. Окончил Казанское пехотное юнкерское училище. Служил в Таманском 150-м пехотном полку. 1 сентября 1886 года получил чин подпоручика. 1 сентября 1890 года получил чин поручика. 6 мая 1900 года получил чин штабс-капитана. 6 мая 1901 года получил чин капитана. В течение девяти лет и девяти месяцев командовал ротой. Участник Русско-японской войны. 20 августа 1912 года получил чин подполковника. По состоянию на 15 мая 1913 года служил в том же чине во Владикавказском 152-м пехотном полку.
Участник Первой мировой войны. По состоянию на 14 августа 1915 года служил в том же чине в Заславском 300-м пехотном полку. 20 апреля 1915 года получил старшинство в чине полковника Российской императорской армии, с формулировкой «за отличие в делах». Со 2 февраля по 27 ноября 1916 года был командиром Калязинского 477-го пехотного полка. По состоянию на 1 августа 1916 года находился в том же чине и в той же должности. 27 ноября 1916 года был отчислен от должности по болезни с назначением в резерв чинов при штабе Петроградского военного округа  с зачислением по армейской пехоте.

## Награды
- Орден Святого Владимира 4-й степени с мечами и бантом (23 апреля 1915)[1];
- Орден Святой Анны 2-й степени с мечами (10 апреля 1915)[1];
- Орден Святой Анны 3-й степени (1907)[1];
- Орден Святого Станислава 2-й степени (11 апреля 1910) с мечами (13 мая 1915)[1];
- Георгиевское оружие (1 июня 1915)[1][2].